# Le Masque de Dimitrios
Pour plus de détails, voir Fiche technique et Distribution.
Le Masque de Dimitrios (The Mask of Dimitrios) est un film d'espionnage américain réalisé par Jean Negulesco sorti en 1944 d'après le roman de même nom d'Eric Ambler.

## Synopsis
Istanbul, 1938. Des enfants trouvent échoué sur la plage le corps d'un homme poignardé portant à son revers de veste le nom de Dimitrios Makropoulos. Le colonel Haki se réjouit de cette nouvelle, lui qui a suivi durant trente ans la trace de ce grand criminel, espion, escroc et assassin, sans pouvoir jamais l'appréhender. Il s'en ouvre auprès du romancier Cornelius Leyden, rencontré à une soirée mondaine, et lui confie ses inquiétudes quant aux zones d'ombre de cette affaire. Fasciné par la biographie tumultueuse que lui relate le policier militaire, Leyden se charge d'approfondir l'enquête en refaisant à l'envers l'itinéraire supposé du malfaiteur afin de recueillir les témoignages de ceux qui croisèrent sa route. C'est alors que le mystérieux Peters lui emboîte le pas...

## Fiche technique
- Titre original : The Mask of Dimitrios
- Réalisation : Jean Negulesco
- Scénario :  Frank Gruber, d'après le roman Le Masque de Dimitrios par Eric Ambler
- Photographie : Arthur Edeson
- Musique : Adolph Deutsch
- Production : Henry Blanke
- Société de distribution : Warner Bros.
- Langue : anglais
- Genre : Film policier, film noir, drame
- Durée : 95 minutes
- Format : Noir et blanc
- Date de sortie : 1er juillet 1944 (États-Unis); 18 mai 1951 (France)

## Distribution
- Sydney Greenstreet : M. Peters
- Peter Lorre : Cornelius Leyden
- Zachary Scott : Dimitrios Makropoulos
- Faye Emerson : Irana Preveza
- Victor Francen : Wladislaw Grudek
- Steven Geray : Karel Bulic
- Florence Bates : Mme Elise Chavez
- Edward Ciannelli : Marukakis
- Kurt Katch : Colonel Haki
- Marjorie Hoshelle : Anna Bulic
- Georges Metaxa : Hans Werner
- John Abbott : M. Pappas
- Monte Blue : Abdul Dhris
- David Hoffman : Konrad

Acteurs non crédités (liste partielle)
- Lal Chand Mehra : Serviteur turc
- Louis Mercier : Policier bulgare
- John Mylong : Druhar
- Georges Renavent : Pêcheur
- Michael Visaroff : Policier bulgare